# Roodborstheggenmus
De roodborstheggenmus (Prunella rubeculoides) is een zangvogel uit de familie van heggenmussen (Prunellidae).

## Verspreiding en leefgebied
De soort telt 2 ondersoorten:
- P. r. muraria: de westelijke Himalaya.
- P. r. rubeculoides: van de centrale en oostelijke Himalaya tot centraal China.